# شین ناگاهاما
شین ناگاهاما (انگلیسی: Shin Nagahama؛ زادهٔ ۶ سپتامبر ۱۹۸۵) بازیگر، مدل (شخص) اهل ژاپن است.